# Gmina Lohusuu
Gmina Lohusuu (est. Lohusuu vald) – gmina wiejska w Estonii, w prowincji Virumaa Wschodnia. 70% powierzchni gminy pokrywają lasy, z czego 6746 ha jest w rękach prywatnych
W skład gminy wchodzi:
- 1 okręg miejski: Lohusuu
- 9 wsi: Jõemetsa, Kalmaküla, Kärasi, Ninasi, Piilsi, Raadna, Separa, Tammispää, Vilusi.